# ブランデンブルク＝クルムバッハ辺境伯カジミール (クラナッハの絵画)
『ブランデンブルク＝クルムバッハ辺境伯カジミール』（ブランデンブルク＝クルムバッハへんきょうはくカジミール、独: Markgraf Casimir von Brandenburg - Kulmbach 、英: Margrave Casimir of Brandenburg-Kulmbach）は、ドイツ・ルネサンス期の画家ルーカス・クラナッハ (父) がブナ板の上に油彩で制作した絵画である。制作年については、1522年とするか1532年とするかで議論の余地を残している。かつて、描かれている人物は、ザクセン選帝侯ザクセン賢明公であると誤解されていたが、ブランデンブルク＝クルムバッハ辺境伯カジミール（1481-1527年）であることに間違いはない。17世紀にレオポルト・ヴィルヘルム・フォン・エスターライヒのコレクションに収められた作品で、現在はウィーンの美術史美術館に所蔵されている。

## 作品
この作品以外にも、2点のカジミールの肖像画がクラナッハの工房ないし追随者によって描かれているが、そこには人物の名前が明記されており、本作の人物がカジミールであることに疑問の余地はない。彼は、ドイツのバイエルン州北部に位置した小さな辺境伯領を弟のゲオルク（1484-1543年）とともに統治していた。本作を含む3点のカジミールの肖像には相違点があるにせよ、すべて顔の向きや大きさにおいて一致しており、3点ともが同じ原型にもとづいて制作されたものであることを示唆する。
最近、本作の支持体となっている板が調査され、1524年以降に伐り出された木材であることがわかった。ちなみにインディアナポリス美術館にあるクラナッハの『キリストの磔刑』は本作と同一の木材が使用され、1532年の年記が付されている。一方、本作に記されている年記の3番目の数字は消えてしまっているが、インディアナポリスの作品を考慮に入れれば、これまで考えられてきた「2」ではなく、「3」であったとみなすべきであろう。
ただ、ハプスブルク家に仕えたカジミールは、弟のゲオルク敬虔伯とは異なって宗教改革に加わらなかった。彼は、むしろ反対の立場を取った人物である。したがって、宗教改革が本格化していた1532年に、いったい誰が1527年に死亡し、故人となっていたカジミールの肖像に興味を示し、それを依頼したのかという問いが残る。